# Dones pirates

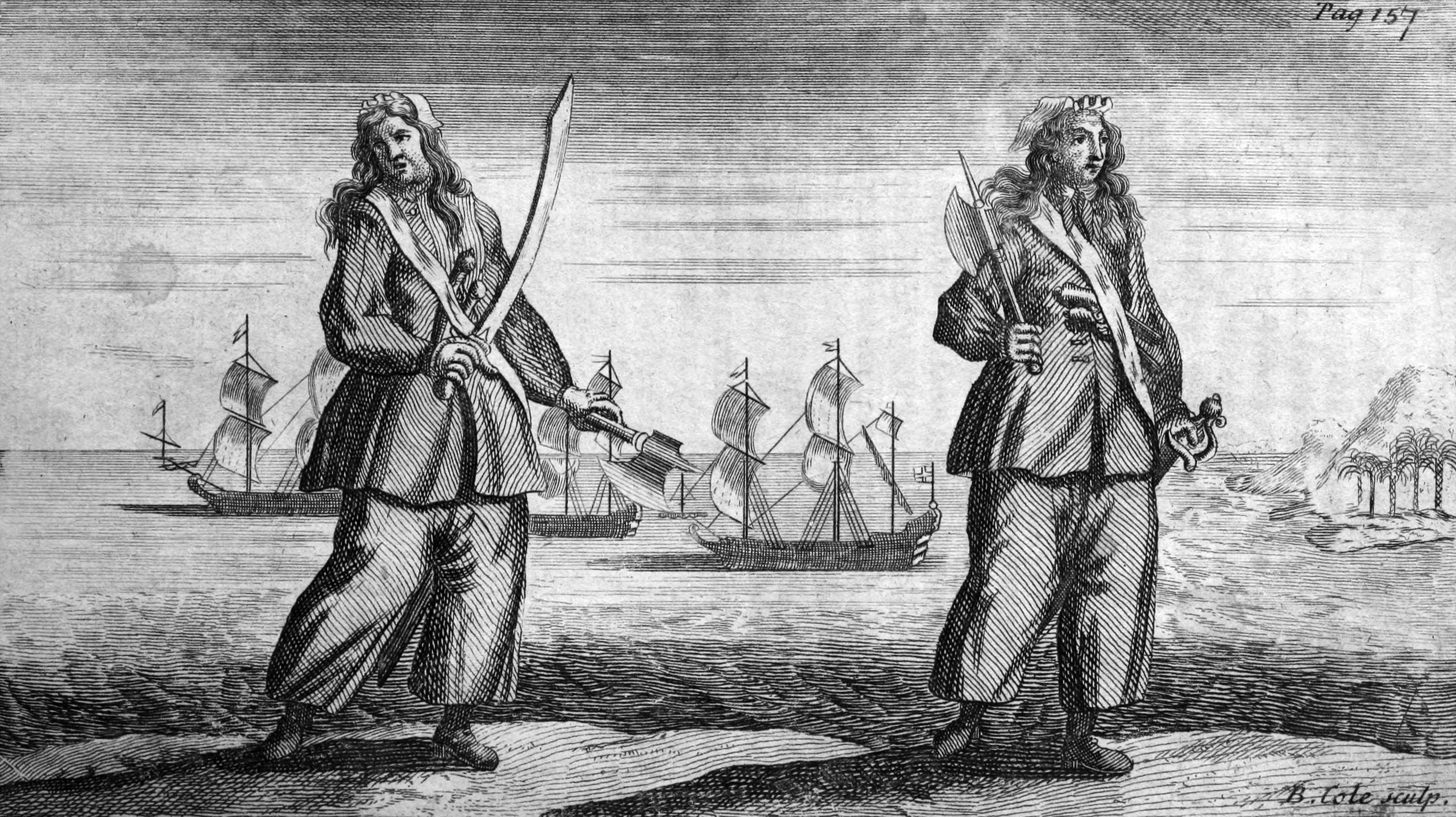
Les pirates Anne Bonny (c. 1700-1782) i Mary Read (1690-1721). Gravat del llibre Història general dels pirates, 1724

Encara que la pirateria és bàsicament una pràctica masculina, hi ha hagut dones pirates que estimen la llibertat i estan disposades a desafiar tota la humanitat. Lluny dels estereotips, el paper de la dona en la pirateria no sempre s'ha limitat a ser una «dona guerrera», sinó que, com la majoria de les dones delinqüents, han sofert discriminacions de gènere, tant en la pràctica de la pirateria com en la repressió de la mateixa.
Els pirates poques vegades van acceptar dones en els seus vaixells. Consideraven que portaven mala sort i es temia que els homes a bord lluitessin entre ells per una d'elles. En molts vaixells, la presència de dones (com la de nens petits) estava prohibida pel codi dels pirates que qualsevol membre de la tripulació havia de signar abans d'embarcar.
Aquesta resistència a l'acceptació de les dones en els vaixells no permetia que moltes pirates es donessin a conèixer i la majoria d'elles romanguessin anònimes, actuant a bord amb noms falsos i disfressades amb roba d'home. Dues famoses pirates, Anne Bonny i Mary Read, per exemple, es van vestir i es van comportar com a homes quan van navegar sota el comandament del capità Jack Rackham.
La pirateria ha experimentat èpoques daurades, com a finals del segle i aC a la Mediterrània, i al segle xviii al Carib i l'Oceà Índic, i a poc a poc va desaparèixer d'aquestes regions a causa de la xarxa d'armades estatals. La paraula «pirata» s'utilitza en diversos contextos diferents del marítim i, especialment, des de finals del segle xx per designar un individu que s'introdueix de forma il·legal a un sistema informàtic: el furoner, hacker o pirata informàtic.
Aquest article conté una llista de dones pirates reconegudes pels historiadors.

## Pirates del

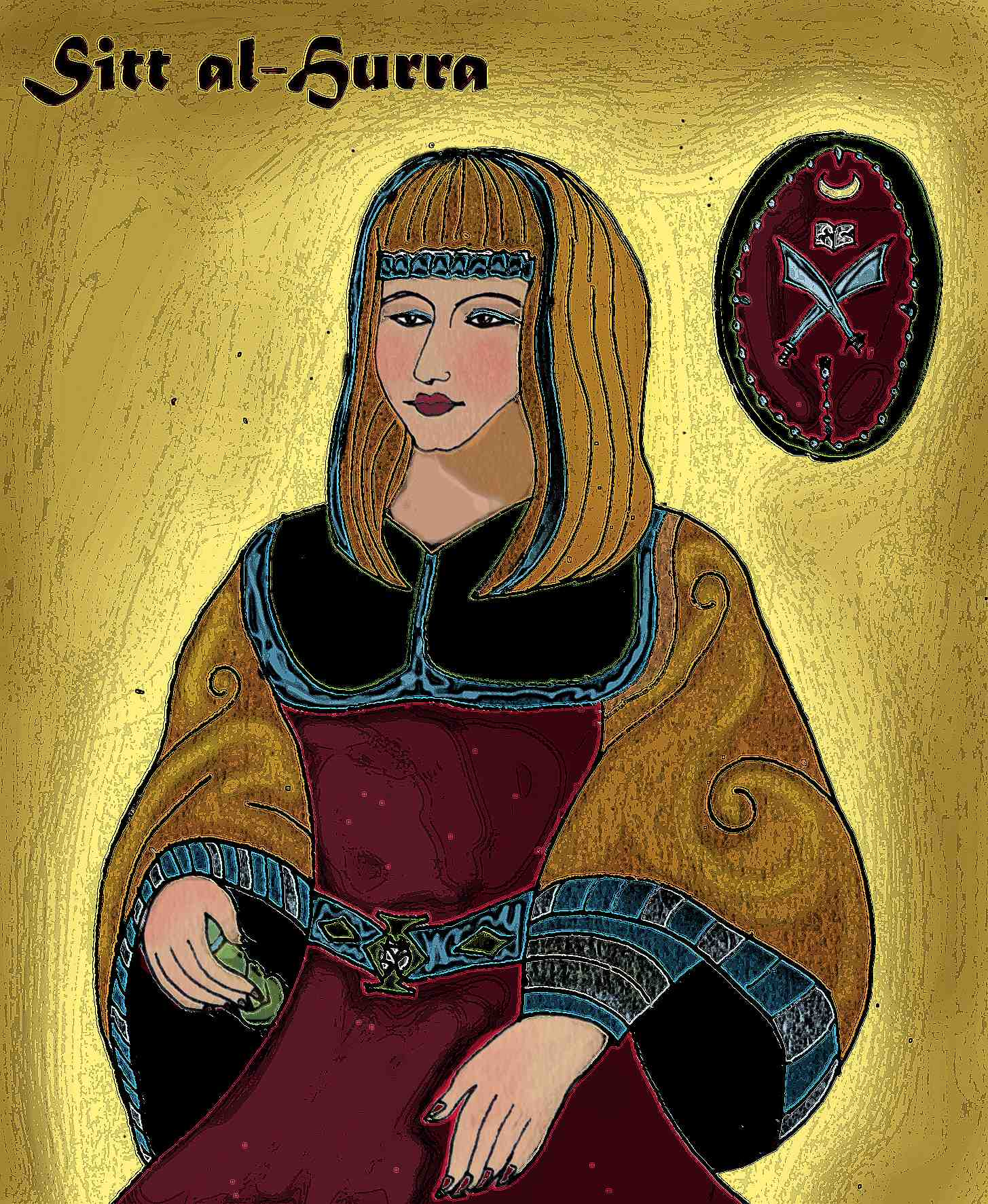
Sayyida al-Hurra (السيدة الحرة) (1485-1461)

## Les primeres pirates
| Nom                             | Vida | Activitat  | Nacionalitat | Notes                              |
| ------------------------------- | ---- | ---------- | ------------ | ---------------------------------- |
| Teuta (Τεύτα, reina d'Il·liria) |      | 232-228 aC | Il·liria     | Va estar activa a la mar Adriàtica |

## Pirates vikingues i de l'Edat mitjana

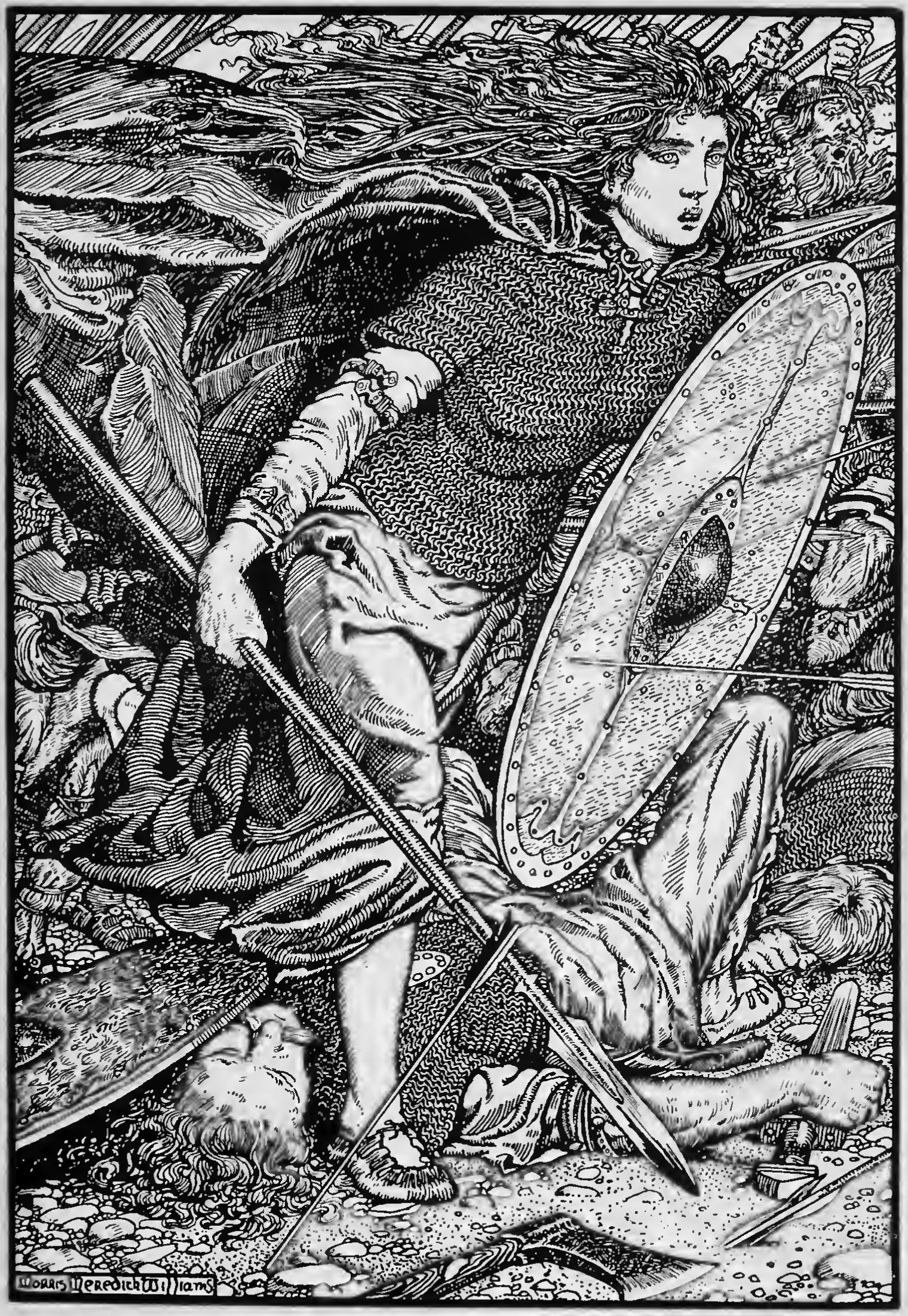
La skjaldmö vikinga Lagertha (840-865)

| Nom                                         | Vida      | Activitat     | Nacionalitat | Notes |
| ------------------------------------------- | --------- | ------------- | ------------ | --- |
| Rusla (la Donzella vermella)                |           | c. 1014       | Noruega      | Va lluitar contra el seu germà Thrond pels trons tant de Dinamarca com de Noruega. Apareix a la Gesta Danorum (Història dels danesos) de Saxo Grammaticus. Johannes Steenstrup la va relacionar amb Ingean Ruadh (Donzella vermella) del folklore irlandès. |
| Stikla                                      |           |               | Noruega      | Germana de Rusla, es va convertir en una pirata per evitar el matrimoni. Apareix a la Gesta Danorum. |
| Princesa Sela                               |           | c. 400-420    | Noruega      | Germana de Koller, rei de Noruega. Horwendil (després ser pare d'Amleth / Hamlet) va ser rei de Jutlàndia, però va renunciar al tron per convertir-se en pirata. Koller «va considerar que seria una bona obra» matar el pirata i va navegar per trobar la flota pirata. Horwendil va matar a Koller, però va haver de matar més tard a Sela, que era una guerrera especialitzada i experimentada pirata, per posar fi a la guerra. Apareix a la Gesta Danorum. |
| Alvid                                       |           |               | Noruega      | Líder d'un grup d'homes i dones pirates. Apareix a la Gesta Danorum. |
| Wigbiorg, Hetha i Wisna                     |           | c. segle viii | Noruega      | Totes tres apareixen a la Gesta Danorum com a capitanes de vaixells. Wigbiorg va morir en combat, Hetha es va convertir en reina de Zelanda, i Wisna va perdre una mà en un duel. |
| Alfhild i Awilda                            |           | c. 850        | Sueca        | Es discuteix les seves existències. Sovint són datades erròniament al segle v. |
| Lagertha                                    |           | c. 870        | Noruega      | Lagertha és la inspiració d'Hermintrude en el Hamlet de Shakespeare. |
| Æthelflæd (la Senyora de Mèrcia)            | 872-918   | 911-918       | Anglesa      | Filla major d'Alfred el Gran d'Anglaterra. Es va convertir en el cap militar dels anglosaxons després de la mort del seu marit en la batalla contra els danesos en 911. Va prendre el comandament de les flotes per lliurar els mars dels atacs dels vikings. |
| Jeanne de Clisson (la Tigressa de Bretanya) | 1300-1359 | 1343-1356     | Bretona      | Dona bretona que es va convertir en pirata per venjar l'execució del seu marit. Només atacava a vaixells francesos. |
| Elise Eskilsdotter                          | ?-1483    | 1460-1470     | Noruega      | Noble noruega que es va convertir en pirata per venjar l'execució del seu marit. Va operar prop de la ciutat de Bergen. |

## Pirates delseglexvi
| Nom                                                | Vida      | Activitat    | Nacionalitat | Notes |
| -------------------------------------------------- | --------- | ------------ | ------------ | --- |
| Gráinne Ní Mháille (la Reina del Mar de Connaught) | 1530-1603 |              | Irlandesa    | Va ser la reina d'Umaill, cap del clan Ó Máille i pirata a l'Irlanda del segle xvi. És una figura important del folklore irlandès, i és una figura històrica de la història irlandesa del segle xvi, i de vegades es coneix com «La Reina del Mar de Connaught». Les seves biografies han estat escrites principalment en els segles xx i xxi per l'historiadora Anne Chambers. |
| Sayyida al-Hurra (السيدة الحرة)                    |           | 1510-1542    | Marroquina   | Aliada amb el corsari turc Barbaros d'Alger, Sayyida al-Hurra controlava la mar Mediterrània occidental mentre Barbaros controlava l'orient. També va ser prefecte de Tetuan. En 1515 es va convertir en l'última persona en la història de l'islam en portar legítimament el títol d' «al-Hurra» (Reina) després de la mort del seu marit, que va governar Tetuan. Posteriorment es va casar amb el rei del Marroc, Ahmed al-Wattasi, però es va negar a abandonar Tetuan per fer-ho. Aquest matrimoni va ser l'única vegada en la història del Marroc que un rei s'ha casat fora de la capital Fes. |
| Lady Mary Killigrew                                |           | 1530-1570    | Anglesa      | Mary era la filla d'un antic pirata de Suffolk. El seu marit, Sir Henry Killigrew, un antic pirata, va ser nomenat vicealmirall de la reina Isabel I, que li va encomanar la supressió de la pirateria. Cada vegada que el seu marit marxava, Mary es dedicava a la pirateria utilitzant el personal del seu castell (el castell d'Arwenack, Cornualla) com a tripulació i possiblement amb el coneixement de la Reina. El 1570, va capturar un vaixell mercant alemany que navegava prop de Falmouth, i el va traslladar a Irlanda per vendre'l. No obstant això, el propietari d'aquest vaixell era un amic de la reina Isabel, que després va arrestar a Lady Mary i la va processar. Algunes fonts diuen que va ser condemnada a mort i després perdonada per Reina, però això es deu a la confusió amb un altre familiar. Segons altres fonts, la seva família va subornar els membres del jurat i va ser absolta, o la reina Isabel va acordar una pena de presó baixa. Després d'això, va abandonar la pirateria i va morir anys més tard. |
| Lady Elizabeth Killigrew                           |           | c. 1570-1582 | Anglesa      | Elizabeth i el seu marit, Sir John, vivien al castell de Pendennis a Falmouth. A principis de 1581 un vaixell espanyol que navegava pel Canal de la Mànega, el María de San Sebastián, va ser incendiat per un llamp durant una tempesta i es va veure obligat a refugiar-se al port de Falmouth. Lady Elizabeth va atacar el vaixell i va robar la serva mercaderia. Lady Elizabeth va ser detinguda i sentenciada a mort però va ser perdonada. El Consell Privat va encarregar al seu marit de restaurar el vaixell i els béns als seus propietaris, però va ser amagat juntament amb el vaixell, que va donar lloc a diverses ordres de captura per a la seva detenció per actes de pirateria comesos durant els següents vuit anys. |

## Pirates delseglexvii
| Nom                                         | Vida      | Activitat    | Nacionalitat | Notes |
| ------------------------------------------- | --------- | ------------ | ------------ | --- |
| Elizabetha Patrickson                       |           | 1634         | Anglesa      | |
| Jacquotte Delahaye (Back from the Dead Red) |           | c. 1650-1660 | Haitiana     | Pirata del Carib. També coneguda com «Back from the Dead Red» (La tornada de la mort vermella) a causa del seu cabell vermell i la seva tornada a la pirateria després de fingir la seva pròpia mort i amagar-se com a home durant diversos anys. |
| Christina Anna Skytte                       | 1643-1677 | c. 1650-1660 | Sueca        | Va participar activament en la pirateria secreta realitzada pel seu germà i el seu cònjuge a la mar Bàltica. |
| Anne Dieu-le-Veut (Marie-Anne, Marianne)    | 1661-1710 | c. 1690-1704 | Francesa     | Pirata del Carib i posteriorment es va establir al Mississipi després de la clausura de l'illa de la Tortuga. «Dieu-Le-Veut» era el seu sobrenom que significa «Déu ho vol» en francès. Casada amb un pirata, Anne va desafiar al pirata Laurens de Graaf a un duel després que ell matés al seu marit l'any 1683. Ell es va negar i ella es va convertir en la seva esposa per dret, lluitant pel seu costat i compartint ordres. |

## Interacció de les dones amb els pirates alseglexviii

### Els negocis
Durant l'Edat d'Or de la pirateria, molts homes havien de marxar de casa per trobar ocupació o navegar per motius econòmics. Això va deixar a les dones amb les responsabilitats d'assumir rols tradicionalment masculins i realitzar els seus treballs. La necessitat de les dones d'assumir aquests rols les va portar a obtenir drets que històricament havien estat exclusius per als homes. Es permetia a les dones comerciar, tenir vaixells propis i treballar com a minoristes. Sovint eren propietàries d'hostals i de tavernes. En alguns pobles costaners, fins i tot es van escriure lleis per permetre a les vídues mantenir les seves responsabilitats i propietats dels seus marits. Això era important per a les economies locals, ja que les tavernes i altres establiments d'aquest tipus eren centres de comerç, on els pirates es congregaven i comerciaven entre ells i amb la gent a terra.
Com a caps d'aquests establiments, les dones tenien una considerable llibertat en els negocis. Embarcaven i alimentaven pirates, compraven il·legalment els productes dels pirates, van actuar com a casa de penyores per als pirates, i fins i tot concedien préstecs (quelcom que molts homes, menys encara dones, van veure amb gran prudència en aquest període). De vegades, les propietàries de negocis fins i tot ocultaven els seus clients quan les autoritats els venia a buscar arrestar-les per pirateria.

### El matrimoni
Algunes dones van triar casar-se amb pirates. Aquests homes sovint eren molt rics, però les seves dones tendien a no guanyar riqueses com a conseqüència dels seus matrimonis, ja que era difícil que els pirates enviessin el botí guanyat a l'estranger. Les cases i establiments d'aquestes dones solien ser utilitzats com a refugis segurs per als pirates, considerats enemics de totes les nacions.

### La pirateria
De vegades, les dones es convertien en pirates, encara que tendien a disfressar-se com a homes per fer-ho. Amb freqüència, els pirates no permetien que les dones arribessin a les seves naus. Moltes dones de l'època no van poder realitzar les tasques físicament exigents requerides per la tripulació. A més, moltes dones eren considerades com una mala sort entre els pirates; es temia que els membres masculins de la tripulació discutissin i lluitessin per les dones. En molts vaixells, les dones (així com els nens petits) van ser prohibides pel contracte del vaixell, que tots els membres de la tripulació havien de signar.
A causa de la resistència a permetre a les dones pujar a bord, moltes pirates no es van manifestar com a dones. Anne Bonny, per exemple, es va vestir i va actuar com a home mentre estava en el vaixell del Capità Calico Jack. Ella i Mary Read, una altra dona pirata, són sovint identificades com a úniques en aquest sentit. No obstant això, moltes dones es van disfressar d'homes durant l'Edat d'Or de la pirateria, en un esforç per aprofitar els molts drets, privilegis i llibertats que eren exclusius per als homes.

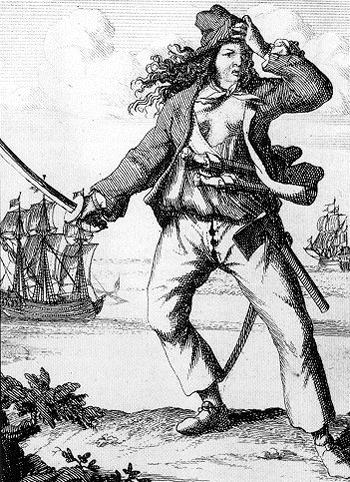
Mary Read (1690-1721). Gravat del llibre Història general dels pirates, 1724

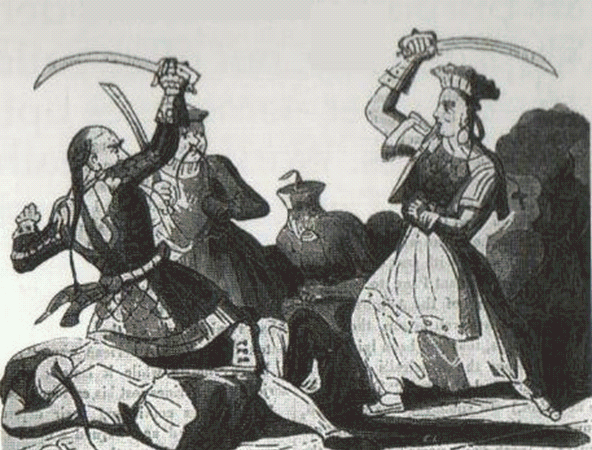
La pirata xinesa Ching Shih (1775-1844)

## Pirates delseglexviii
| Nom                                                          | Vida        | Activitat | Nacionalitat  | Notes |
| ------------------------------------------------------------ | ----------- | --------- | ------------- | --- |
| Maria Lindsey                                                |             | c. 1700   | Anglesa       | Esposa del capità Eric Cobham i possiblement un personatge fictici. Va operar a la costa est del Canadà. |
| Maria Cobham                                                 |             | c. 1700   | Anglesa       | Sovint apareix per separat a les llistes de pirates, però és probable que sigui Maria Lindsey (vegeu més amunt). |
| Ingela Gathenhielm                                           | 1692-1729   | 1710-1721 | Sueca         | Pirata de la mar Bàltica. Parella del llegendari pirata Lars Gathenhielm. Va tenir el control exclusiu després de la seva mort el 1718. |
| Anne Bonny (Anne Cormac, Ann Bonn, Ann Fulford, Sarah Bonny) | 1698-1782   | 1719-1720 | Irlandesa     | Pirata del Carib. Casada amb el pirata James Bonny, va tenir una aventura amb el pirata John «Calico Jack» Rackham, i més tard es va unir a la seva tripulació. Es va descobrir que un altre membre de la tripulació, Mark Read, era en secret una dona (Mary Read) i les dues es van fer bones amigues. |
| Mary Read (Mark Read)                                        | c.1690-1721 | 1718-1720 | Anglesa       | Pirata del Carib. Disfressada com a home, Mary va embarcar a un vaixell i més tard es va unir a l'exèrcit britànic, lluitant en la Guerra de Successió. Mary es va casar i es va establir com una dona, però va tornar a vestit d'home després de la mort del seu marit. Es va embarcar a un vaixell que viatjava cap a les Índies Occidentals, però quan el vaixell va ser capturat pel pirata per John «Calico Jack» Rackham, Mary es va unir a la seva tripulació. El 1721, va morir a la presó. |
| Mary Farley (Mary, Martha Farlee, Harley, Harvey)            |             | 1725-1726 | Irlandesa     | El 1725, Mary Harvey i el seu marit Thomas van ser transportats a la Província de Carolina condemnats per felonia. El 1726, Mary i tres homes van ser jutjats per pirateria. Dos dels homes van ser penjats a la forca (el seu líder, John Vidal, va ser condemnat i després perdonat), però Mary va ser alliberada. El seu marit Thomas mai va ser capturat. |
| Mary Crickett (Critchett, Crichett)                          |             | 1728      | Anglesa       | El 1728, Mary Crickett i Edmund Williams van ser transportats a la colònia de Virginia junts condemnats per felonia. El 1729, juntament amb altres quatre homes, van ser jutjats per pirateria i condemnats a mort a la forca. |
| Flora Burn                                                   |             | 1751      | Anglesa       | Va operar a la costa est d'Amèrica del Nord. |
| Rachel Wall                                                  | 1760-1789   | c. 1770   | Estatunidenca | Es va casar amb George Wall, un antic corsari que va servir en la Guerra Revolucionària, quan tenia setze anys. Va operar a la costa de Nova Anglaterra. Es creu que va ser la primera dona pirata estatunidenca. El 1782, George i la resta de la seva tripulació es van ofegar en una tempesta. Va ser acusada de robatori el 1789 i va confessar ser una pirata. Va ser jutjada i condemnada a mort a la forca.                                                                                  |
| Charlotte de Berry                                           |             | c. 1700   | Anglesa       | Possiblement un personatge fictici. |

## Pirates delseglexix
| Nom                                      | Vida      | Activitat | Nacionalitat  | Notes |
| ---------------------------------------- | --------- | --------- | ------------- | --- |
| Ching Shih (郑氏) (Cheng I Sao (郑一嫂)) | 1775-1844 | 1801-1810 | XInesa        | Va ser una prostituta que es va casar amb un pirata i va augmentar la seva prominència després de la seva mort. Considerada com una dels pirates més poderosos de la història de la humanitat, va comandar la flota del seu marit després de la seva mort. Malgrat que la flota que heretà ja era gran, va augmentava encara més la quantitat de vaixells i tripulants. Va arribar a comandar una flota estava formada per més de 1.500 vaixells i 80.000 mariners. Va controlar gran part de les aigües del mar de la Xina Meridional. Després d'anys de pirateria durant els quals les armades britànica, xinesa i portuguesa no podien derrotar-la, la Xina li va oferir un tractat de pau el 1810, i es va poder retirar i casar amb el seu segon comandant. |
| Charlotte Badger i Catherine Hagerty     |           | 1806      | Anglesa       | Es considerada com la primera dona pirata australiana. El vaixell Venus, a causa de l'escassetat de tripulació, va incorporar convictes com a tripulants, incloent a Badger i Hagerty com a serventes del capità, mentre estava a Austràlia. Després d'atracar a Port Dalrymple (Tasmània), el capità va baixar a terra i la tripulació es va apoderar del vaixell, navegant després cap Nova Zelanda. Badger i Hagerty, juntament amb els seus amants, van desembarcar a Bay of Islands i van obrir una botiga de subministraments. Hagerty va morir poc després. |
| Margaret Croke (Margaret Jordan)         |           | 1809      | Canadenca     | Després d'una disputa amb els inversors sobre la seva goleta The Three Sisters, Edward Jordan es va dirigir cap a Halifax per solucionar-ho. Assumint incorrectament que la seva família estava sent enviada a la presó per la deuda, va matar a dos tripulants i va llançar al capità a bord abans de comandar el vaixell amb l'ajuda del tripulant restant. El capità desaparegut va sobreviure i va testificar contra Jordan afirmant que Margaret, que estava a bord amb el seu fill i tres filles petites, també estava involucrada. Margaret va declarar que va colpejar al capità després d'haver colpejat al seu marit durant una discussió a la seva cabina abans de decidir comandar el vaixell; l'altre membre de la tripulació va testificar que estava realment preocupada per la seva vida del seu marit violent i que havia intentat escapar-se. Margaret com Edward van ser condemnats a la forca per pirateria.                     |
| Johanna Hård                             | 1789-1851 | 1823      | Sueca         | Es considera que va ser la última pirata sueca. El 1823, la recentment vídua i propietària d'una granja a l'illa de Vrångö, va ser arrestada juntament amb el seu pagès Anders Andersson, el propietari d'una granja Christen Andersson i un dels seus pagesos Carl Börjesson, i el barquer Johan Andersson Flatås de Göteborg per pirateria després que vaixell danès Frau Mette fos trobat acaronat i saquejat amb una tripulació assassinada. Es va presentar evidència que els cinc arrestats havien seguit el Frau Mette en el vaixell pesquer de Flatås, el Styrsö, i li van demanar aigua. Després d'abordar-lo, van matar a la tripulació. Johan Andersson Flatås, Anders Andersson i Christen Andersson van ser sentenciats a mort i decapitats. Carl Börjesson va ser empresonat a la fortalesa de Karlstens, on va morir el 1853. L'evidència contra Johanna Hård va ser insuficient i va ser alliberada i posteriorment va desaparèixer. |
| Sadie the Goat (Sadie Farrell)           |           | 1869      | Estatunidenca | Possiblement un personatge fictici. Va operar a l'estat de Nova York com a membre de la banda de Charlton Street. Va ser nomenada «The Goat» (la cabra) per la seva forma d'atacar les seves víctimes abans de prendre els seus diners. |

## Pirates delseglexx
| Nom                                           | Vida | Activitat | Nacionalitat | Notes |
| --------------------------------------------- | ---- | --------- | ------------ | --- |
| Lo Hon-cho (Hon-cho Lo)                       |      | 1920      | Xinesa       | Va prendre el comandament de 64 vaixells després de la mort del seu marit el 1921. Es diu que era jove i bonica, i va guanyar la reputació de ser el més despietada de tots els pirates de la Xina. La flota de Lo Hon-cho atacava els pobles i les flotes pesqueres propers a Beihai, agafant a les dones joves com a presoneres per a vendre-les després com esclaves. El 1922 un vaixell de guerra xinès va interceptar la flota i va destruir 40 vaixells. Malgrat escapar, Lo Hon-cho va ser lliurada les autoritats pels altres pirates a canvi de clemència. |
| Lai Sho Sz’en (Lai Choi San)                  |      | 1922-1939 | Xinesa       | Va operar a la mar de la Xina Meridional. Va comandar 12 vaixells. |
| P’en Ch’ih Ch’iko                             |      | 1936      | Xinesa       | |
| Ki Ming                                       |      |           | Xinesa       | Possiblement l'àlies de P’en Ch’ih Ch’iko. |
| Huang P’ei-mei                                |      | 1937-1950 | Xinesa       | Va ser la cap de 50.000 pirates. |
| Cheng Chui Ping (郑翠萍) (Sister Ping (萍姐)) |      | 1970-1990 | Xinesa       | Va operar al sud de la Xina fent contraban de milers d'immigrants xinesos cap als Estats Units d'Amèrica i Europa. Va ser condemnada als Estats Units i sentenciada a 35 anys de presó. Va morir el 2014. |

## Les dones pirates i el transvestisme

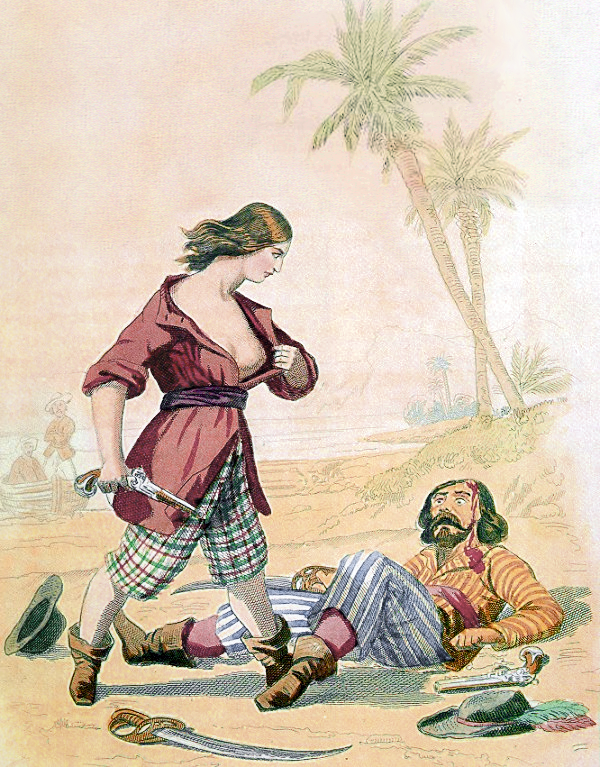
Mary Read revelant la seva feminitat

A excepció de la civilització vikinga i exemples més recents a la mar de la Xina, la presència de dones en vaixells estava prohibida, tant en la marina com en la pirateria (tal com ho demostra el codi de la conducta dels pirates). L'única manera què una dona pogués conviure amb la tripulació era vestir-se d'home.
Un dels exemples més antics és el de la princesa vikinga Alfhild, que, per fugir, es disfressa d'home per a viure les aventures del mar: «En gran secret, la filla de Siward es vesteix amb roba d'home. Amaga els pits estrenyent-los amb una cota de cuir, es posa pantalons amples, penja un ganivet al cinturó, botes de cuir, i estreny cordes creuades als tors. […] Finalment, amaga els seus cabells dins d'un casc dur cònic que dissimula la cara. La metamorfosi de la roba actua com un filtre. No es reconeguda, i aquesta modesta noia es convertirà, durant un temps, en una dels guerreres escandinaves més formidables».
Un altre exemple famós és el de l'anglesa Mary Read. Des de la infantesa, ella es disfressava de nen, un estratagema ideat per la seva mare per obtenir una dot de la família del seu difunt marit; «Mary va passar la major part de la seva infància sense saber que era una nena». De jove, tenia ganes d'aventures i en el segle xviii s'allista a l'exèrcit vestida i amb la identitat d'un home en un vaixell de guerra anglès, i es va unir a la infanteria. Amb el nom de Mark Read entra a la pirateria, més per atzar que per voluntat, quan el vaixell en què navegava és capturat per la tripulació del pirata Jack Rackham; «Per a Mary Read, el tema del gènere és una qüestió de supervivència».
La pirata irlandesa Anne Bonny, la companya de Jack Rackham i la segona al comandament, tenia una relació diferent i relativament rara en el món de la pirateria femenina; «Només es disfressa quan el canta o, per comoditat, per navegar i lluitar».

## Women on Waves
Una de les formes contemporànies de la pirateria femenina en l'actualitat està plasmada en l'estratègia d'accions liderada per l'associació Women on Waves (WoW). Es tracta d'una associació holandesa de proelecció creada el 1999 per la Dra. Rebecca Gomperts, amb l'objectiu de proporcionar serveis de salut sobre la reproducció, especialment serveis d'avortament no quirúrgic, a dones de països amb lleis de restricció de l'avortament. WoW també ofereix consells sobre contracepció. Aquests serveis es realitzen en un vaixell que conté una clínica mòbil construïda especialment per a acomplir aquesta tasca. Quan WoW visita un país, les dones són embarcades al vaixell, que entra a aigües internacionals, on les lleis holandeses són efectives a bord.
Segons Charlotte Prévot i Géraldine Gourbe, «per evitar la legislació vigent de països que penalitzen l'avortament, l'únic espai jurídic per realitzar-lo es a aigües internacionals, on una bandera només depèn de la legislació del seu propi país; per exemple, atès que l'avortament no es penalitza als Països Baixos, amb una bandera holandesa es pot practicar-lo lliurement en aigües internacionals».

## Les dones pirates a la ficció

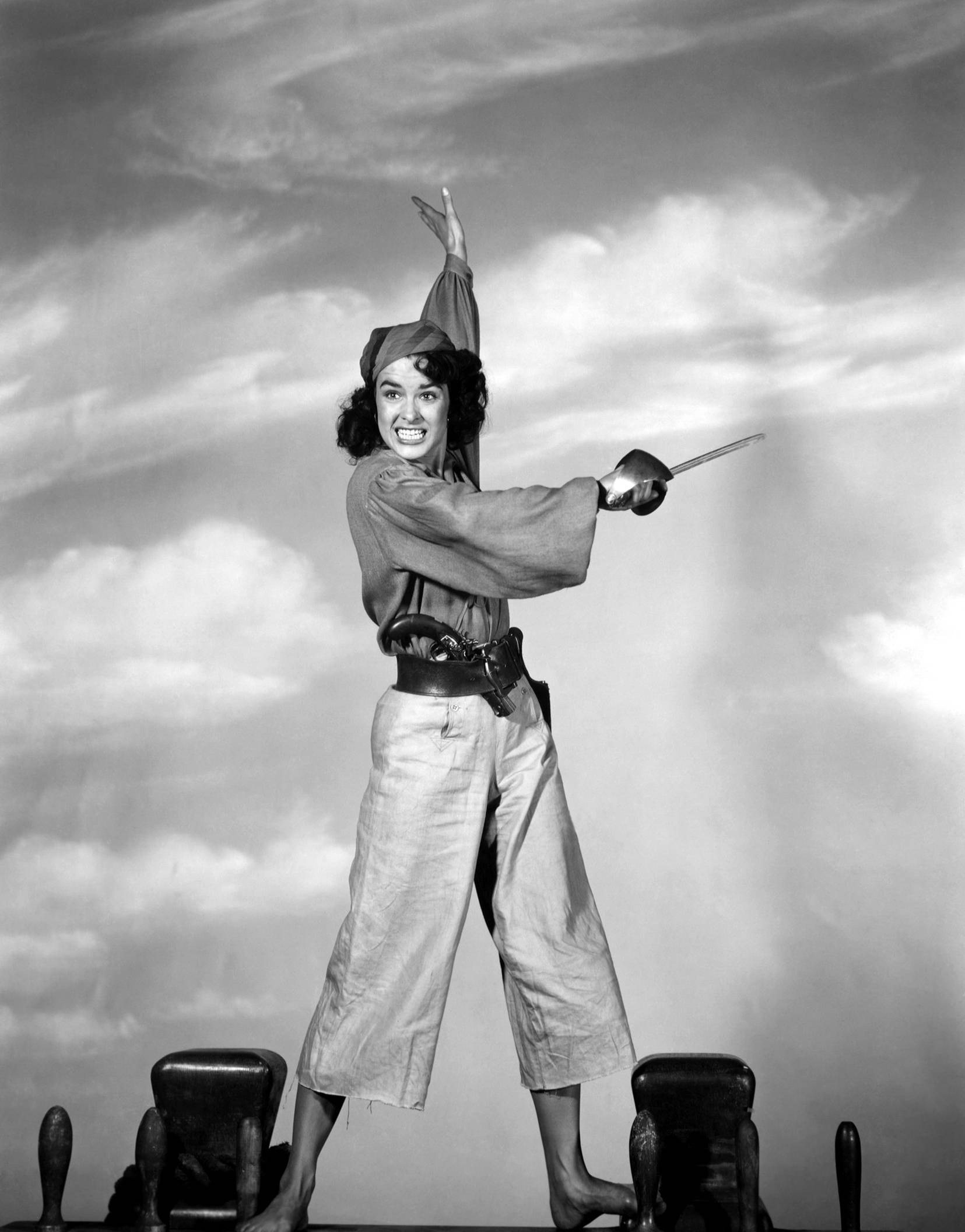
Jean Peters interpretant la capitana Anne Providence a la pel·lícula La dona pirata (Anne of the Indies, 1951)

Encara que la majoria de les representacions fictícies i dramàtiques de pirates han estat masculines, també existeixen dones pirates

### Animació
- Emeraldas (エメラルダス), dels animes El capità Harlock, Galaxy Express 999, i Queen Emeraldas, de Leiji Matsumoto.
- Nami (ナミ), Nico Robin (ニコ・ロビン) i Boa Hancock (ボア・ハンコック), entre d'altres, de la sèrie de manga i anime One Piece.
- Revy (レヴィ), de la sèrie de manga i anime Black Lagoon.
- Sheila, de l'anime coreà Space Thunder Kids.
- Capitana Marika Kato (加藤 茉莉香) del vaixell Bentenmaru, de l'anime Bodacious Space Pirates.
- Capitana Dola (ドーラ), de l'anime El castell al cel, de Studio Ghibli.

### Còmics
- Dragon Lady, representada a la sèrie de còmics de Milton Caniff, Terry i els Pirates, es va inspirar en Lai Choi San.
- Janme Dark, de la sèrie manga Sons of Eve, de Yasuko Aioke.
- Blackboots, de la novel·la gràfica Here Comes A Candle, de Mary Hanson-Roberts.
- Marquise Spinneret Mindfang, del webcòmic Homestuck.

### Pel·lícules i televisió

Cartellera de la pel·lícula Pirates! (2012)

- Anne Providence (Jean Peters), de la pel·lícula La dona pirata (Anne of the Indies, 1951).
- Morgan Adams (Geena Davis), de la pel·lícula L'illa dels caps tallats (Cutthroat Island, 1995).
- Nebula (Gina Torres), de la sèrie de televisió Hercules: The Legendary Journeys (1995-1999).
- Elizabeth Swann (Keira Knightley), de la sèrie pel·lícules Pirates del Carib (Pirates of the Caribbean, 2003-2017) de Disney.
- Tia Dalma (Naomie Harris), de la sèrie pel·lícules Pirates del Carib de Disney.
- Mistress Ching (Takayo Fischer), de la pel·lícula Pirates del Carib: Al fi del món (Pirates of the Caribbean: At World's End, 2007) de Disney.
- Angelica (Penelope Cruz), de la pel·lícula Els Pirates del Carib: En Marees Misterioses (Pirates of the Caribbean: On Stranger Tides, 2011) de Disney.
- Elizabeth Bonny (Anna Friel), de la sèrie de televisió Neverland (2011) de SyFy Network's.
- La «Pirata de corbes sorprenents», de la pel·lícula d'animació Pirates! (The Pirates! In an Adventure with Scientists!, 2012).
- Anne Bonny (Clara Paget), de la sèrie de televisió Veles negres (Black Sails, 2014-2017).

### Literatura

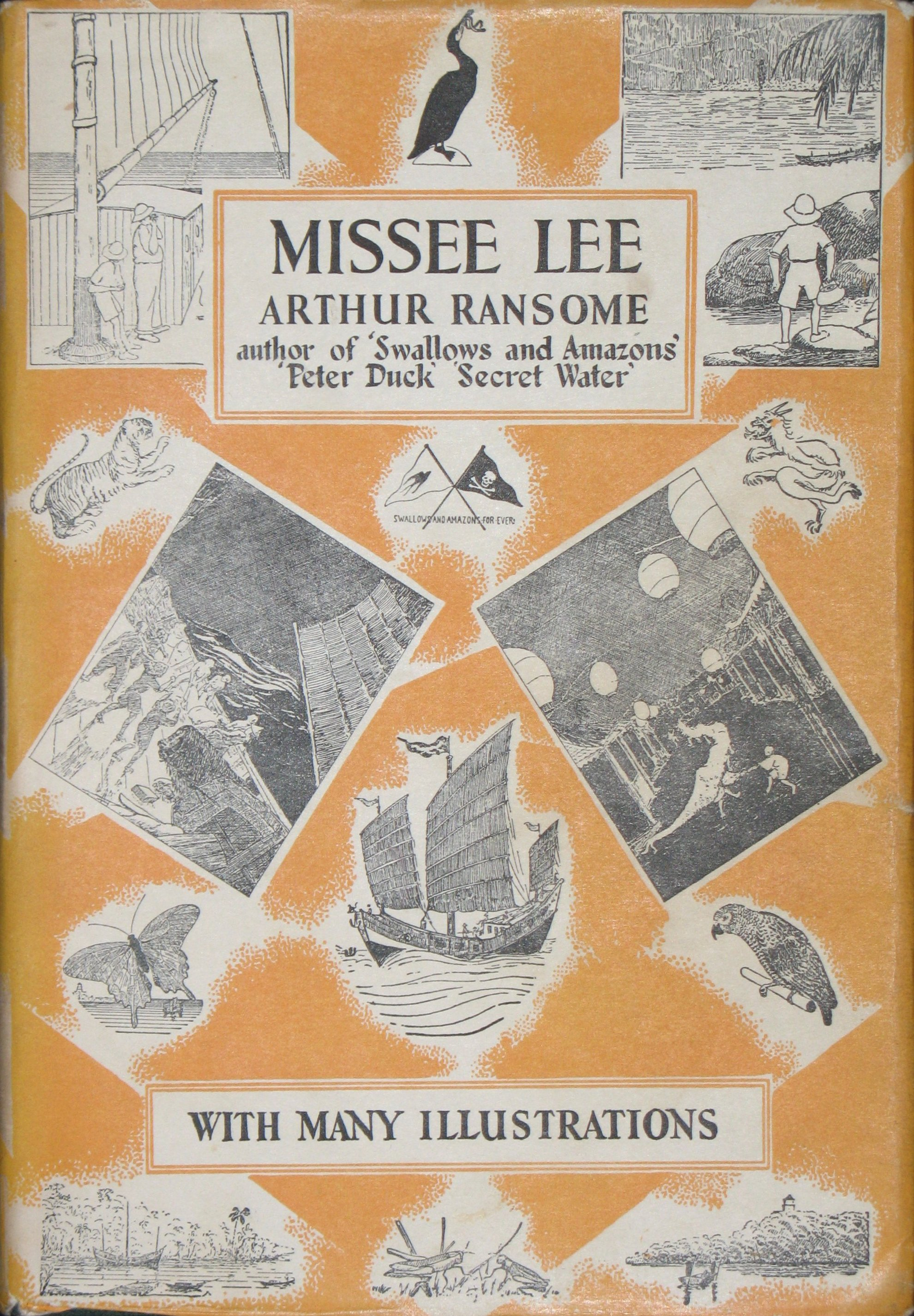
Missee Lee (1941), la novel·la d'Arthur Ransome sobre una pirata xinesa. El llibre forma part de Swallows and Amazons series, una col·lecció de llibres per a nens que es va establir a la Xina de 1930

- Bêlit, de la història curta Queen of the Black Coast (La reina de la Costa Negra) que es troba dins de la novel·la Conan el Bàrbar, de Robert E. Howard.
- Mary «Jacky» Faber, de la novel·la juvenil Bloody Jack i les seves seqüeles, de Louis A. Meyer.
- Art Blastside (Piratica), Little Goldie Girl, i altres dones pirates de la sèrie de novel·les juvenils de fantasia The Piratica Series, de Tanith Lee.
- Missee Lee, de la novel·la Missee Lee, d'Arthur Ransome.
- Ezri Delmastro (Ezrianne de la Mastron) i Zamira Drakasha, de la novel·la de fantasia Red Seas Under Red Skies, de Scott Lynch.
- Nancy Kington i Minerva Sharpe, de la novel·la Pirates, de Celia Rees.
- «Pirata de corbes sorprenents», de la sèrie de llibres de comèdia The Pirates!, de Gideon Defoe.
- Emer, de la novel·la The Dust of 100 Dogs, d'Amy Sarig King.
- Peg Polkadot, de la història gràfica infantil The Troll, de Julia Donaldson.
- Fanny Campbell, de la novel·la Fanny Campbell: Female Pirate Captain, de Maturin Murray Ballou.
- Esmerelda, de The Price of Freedom, un llibre basat en la joventut del capità Jack Sparrow de la sèrie de pel·lícules Pirates del Carib de Disney.
- Alosa, de les novel·les Daughter of the Pirate King i Daughter of the Siren Queen, de Tricia Levenseller.

### Teatre

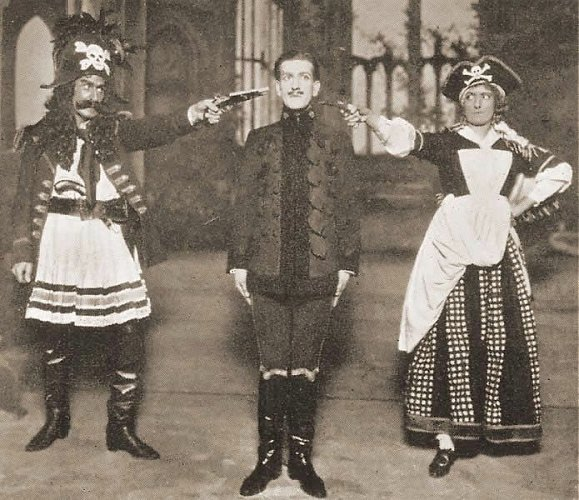
James Hay i Bertha Lewis a l'opereta Els pirates de Penzance, 1919

- Ruth, de l'opereta Els pirates de Penzance (1879), de W. S. Gilbert i Arthur Sullivan.
- Charlotte Badger, de l'obra Charlotte Badger - Buccaneer (2008), d'Euan Rose.
- Long Joan Silver i Izzy Hands, de l'obra Long Joan Silver (2013), d'Arthur M. Jolly. Les altres membres de la tripulació de dones pirates tenen el nom de famoses pirates, com Anne Bonny i Mary Read.

### Videojocs
- Elaine Marley, de la sèrie Monkey Island.
- Faris, de Final Fantasy V.
- Isabela, de la sèrie Dragon Age.
- Fina i Aika, entre d'altres, de Skies of Arcadia.
- Tetra / Princess Zelda, de The Legend of Zelda: The Wind Waker.
- Elizabeth Ramsey, d'Age of Empires III.
- Seth Balmore, de Lost Odyssey.
- Risky Boots, de la sèrie Shantae.
- Catalina Erantzo, d'Uncharted Waters: New Horizons.
- Patty Fleur, de Tales of Vesperia (personatge exclusiu per al port de joc de la PlayStation 3).
- Briggid, de Fire Emblem: Genealogy of the Holy War.
- Governor / Pirate Princess Olivia, de Fantasy Life.
- Anne Bonny i Mary Read, d'Assassin's Creed IV: Black Flag.
- Anne Bonny, d'Uncharted 4: A Thief's End.
- Kika, de Suikoden 4